# Mark Heller
Mark Heller é um cineasta e ator britânico.

## Filmografia

### Cineasta
- 2007 - The Passage
- 2009 - Star Crossed - Amor em Jogo
- 2010 - The Mulberry Tree
- 2011 - Justice, primeira temporada: episódio 3 There But for the Grace Of...

### Ator
- 2002 - Nice Guy Eddie, série televisiva, episódio 7 (mera aparição)
- 2002 - Linda Green, série televisiva, segunda temporada, episódio 4
- 2005 - Legion of the Dead, filme: general Alose Mummy Leader
- 2006 - Stephanie Daley, filme